# Grosmannia aenigmatica
Grosmannia aenigmatica är en svampart som först beskrevs av K. Jacobs, M.J. Wingf. & Yamaoka, och fick sitt nu gällande namn av Zipfel, Z.W. de Beer & M.J. Wingf. 2006. Grosmannia aenigmatica ingår i släktet Grosmannia och familjen Ophiostomataceae.   Inga underarter finns listade i Catalogue of Life.